# Kawagebo

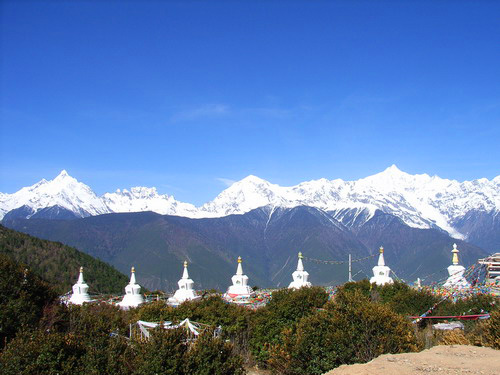
A cordilheira Meili Xueshan

Kawagebo (卡瓦格博, transliteração de Kawakarpo (ou Moirigkawagarbo, Kawa Karpo, Ka-Kar-Po), como é conhecida localmente,  é uma montanha da República Popular da China, a mais alta da província de Iunã. Fica no condado autónomo de Weixi Lisu na prefeitura de Diqing, na fronteira com o Tibete, e próximo da fronteira com Mianmar. E a montanha mais alta da província de Iunã.